# Pavel Kouřil
Pavel Kouřil (* 14. února 1950 Kyjov) je český archeolog a historik, ředitel brněnského Archeologického ústavu AV ČR. Specializuje se především na slovanskou a středověkou archeologii.
V letech 1969–1974 vystudoval kombinaci oborů prehistorie-historie na filozofické fakultě Masarykovy univerzity. Studium ukončil obhajobou diplomové práce Hrady ve středním Pojihlaví ve světle archeologických a písemných pramenů. V roce 1975 začal pracovat v Městském muzeu ve Slavkově. V roce 1978 obhájil rigorózní práci Opevněná sídla v Pojihlaví ve světle archeologických a písemných pramenů a rok později nastoupil do opavské expozitury Archeologického ústavu ČSAV v Brně. Zde se stal v roce 1990 vedoucím expozitury a podílel se na jejím zachování delimitací k Národnímu památkovému ústavu v Ostravě. Od roku 1993 působil přímo v Brně a od roku 1998 je ředitelem Archeologického ústavu AV ČR v Brně. V roce 1993 získal za práci Slovanské osídlení českého Slezska vědeckou hodnost CSc. a v roce 2001 se habilitoval na Univerzitě Komenského v Bratislavě a získal titul docent.

## Publikace
- Seznam děl v Souborném katalogu ČR, jejichž autorem nebo tématem je Pavel Kouřil
- Slovanské osídlení českého Slezska. Brno : Archeologický ústav Akademie věd České republiky ; Český Těšín : Muzeum Těšínska, 1994. 220 s. ISBN 80-901679-3-4.
- Hrady českého Slezska. Brno : Akademie věd České republiky, Archeologický ústav, 2000. 645 s. ISBN 80-86023-22-2. (spoluautoři Dalibor Prix a Martin Wihoda)
- Východní Morava v 10. až 14. století. Brno : Moravské zemské muzeum : Archeologický ústav AV ČR Brno, 2008. 329 s. ISBN 978-80-7028-319-6. (spoluautoři Luděk Galuška a Jiří Mitáček)
- Slovanský kostrový mohylník ve Stěbořicích. Brno : Archeologický ústav Akademie věd České republiky, 2013. 276 s. ISBN 978-80-86023-88-5. (spoluautor Markéta Tymonová).